# Самойлов Едуард Володимирович
Едуа́рд Володи́мирович Само́йлов (рос. Эдуард Владимирович Самойлов, 1 березня 1950 Узбецька РСР, СРСР — 9 лютого 2010, Обнінськ, Калузька область, Російська Федерація) — радянський і російський політолог, журналіст, дисидент. Двічі, в 1975 і 2008 роках, був засуджений за антидержавну діяльність. Жертва радянської каральної психіатрії.

## Життєпис
Едуард Самойлов народився 1 березня 1950 року в Узбекистані, виріс в гірському селищі в Таджикистані. Працював робітником в геологорозвідці, тренером з баскетболу, інструктором зі спорту на заводі.
У 1971 році вступив на факультет журналістики Московського державного університету імені М. В. Ломоносова і самостійно зайнявся вивченням приходу до влади Йосипа Сталіна. Підсумком цих студій стала написана Самойловим книга про фашизм.
8 травня 1975 року було заарештований КДБ і звинувачений за статтею 70 КК РРФСР («антирадянська агітація і пропаганда») за спробу передати на Захід книгу про політичну боротьбу в СРСР в 1920—1960-ті роки. У серпні — вересні 1975 року в Інституті імені Сербського був визнаний неосудним і відправлений на примусове лікування в спецпсихлікарні Ташкента. Мати Едуарда Самойлова, не витримавши потрясіння від арешту сина, наклала на себе руки в день його народження 1 березня (сам він відтоді ніколи свій день народження не відзначав). Здоров'я Самойлова в ході чотирирічного примусових заходів медичного характеру було підірвано.
Після звільнення у квітні 1979 року жив у Коканді.
Відновився на факультеті журналістики МДУ, який закінчив в 1982 році. Незважаючи на ризик повторного арешту, продовжував політологічні дослідження і до 1982 року розробив загальну теорію тоталітарних (фашистських) систем, вперше опубліковану в 1992 році в книзі «Фюрери. Загальна теорія фашизму» (друге розширене видання вийшло в 1993 році).
Після закінчення факультету журналістики МДУ в 1982 році оселився в Калузі, де працював спочатку в заводській багатотиражній газеті, потім в обласній молодіжній газеті «Молодий ленінець».
У 1987 році переїхав до Обнінська і працював власним кореспондентом калузьких обласних газет по Обнінську і трьом сусіднім районам. Співпрацював з Обнінськими газетами «Обнінськ» і «Ви і ми». Деякий час працював керівником пресслужби банку.
Під час перебудови домігся перегляду своєї кримінальної справи 1975 го року і своєї повної реабілітації.
На початку 1990-х рр. взяв участь у виборах в Обнінську міську раду. Виборча кампанія полягала в тому, що він сам розклеїв по під'їздах будинків своєї виборчої дільниці вирізки своїх газетних статей. Своїх конкурентів він в результаті переміг з великим відривом.
У 1995 році балотувався в Державну думу РФ по Дзержинському одномандатному округу Калузької області.

У 2000 році світогляд Самойлова зазнало істотних змін:
У грудні 2000 р. я воцерковився. З того часу мої політологічні дослідження перейшли в принципово нову фазу. Поєднання богословської та політологічного підходів значно розширює „обсяг“ прогнозування і дозволяє точніше формулювати прогнози.
У жовтні 2007 року проти Едуарда Самойлова було порушено кримінальну справу за частиною 2 статті 280 КК РФ («Публічні заклики до здійснення екстремістської діяльності, здійсненої з використанням засобів масової інформації»). Причиною порушення справи стало розміщення Самойловим на власному сайті «Росія віруюча» у 2006 році звернення до колишнього глави ФСБ Миколи Патрушева, а також до генерала Балуєвського, генерала Маслова, генерала Нургалієва, генералітету, офіцерського корпусу Збройних сил і спецслужб Росії. У ньому він представив аналіз соціально-політичної ситуації в Росії, що склалася за роки правління «ліберальних реформаторів», які, на його думку, виконують план Заходу зі знищення країни. Говорячи про неминучість «повалення демократичного режиму», Самойлов стверджував, що «за неминучістю перевороту в Росії стоїть воля Бога». Здійснити цей переворот, на його думку, «зобов'язані генерали і офіцери Збройних сил Росії та спецслужб», які також повинні «забезпечити відновлення монархії в Росії». Одне з чотирьох звернень Самойлова до Патрушева було підписано «Волею Божою Апостол Едуард Самойлов». В інших зверненнях він сформулював своє бачення майбутнього Росії як симбіозу монархії і соціалізму, що перетікає в комунізм. Новій владі при цьому, в паралель із більшовиками, доведеться планомірно знищувати «реформаторів». Психолого-лінгвістична експертиза підтвердила екстремістську спрямованість висловлювань Самойлова, визнавши їх закликами до «насильницької зміни конституційного ладу Російської Федерації», і визнала тексти, розміщені в Інтернеті, публічними. Сам Самойлов в суді визнав, що його дії вийшли за рамки законодавства, але сказав, що вони були викликані необхідністю і обумовлені результатами проведеного їм політологічного аналізу. 23 червня 2008 року судовим рішенням Едуард Самойлов був засуджений до року умовного покарання з випробувальним терміном в один рік, а також позбавлений права займатися політичною журналістикою терміном на пів року.
Самойлов жив дуже бідно, не мав власного житла і коштів для його оренди. У Обнінську жив із сином безкоштовно в трикімнатній квартирі свого знайомого на першому поверсі «хрущовської» п'ятиповерхівки. Був «кошатником» і незалежно від свого поточного матеріального становища і, нерідко, при повній відсутності коштів, завжди тримав вдома котів.
Помер від інфаркту 9 лютого 2010 року, похований в Обнінську.

## Сім'я
У віці близько сорока років одружився з випускницею школи, яка після кількох років шлюбу залишила Самойлова і поїхала в Москву. У цьому шлюбі народився син, який жив з батьком і на момент його смерті був старшокласником.

## Книги
- Самойлов Едуард. Гітлер, Сталін, Мао Цзе Дун (порівняльний аналіз психіки). — Обнінськ, 1991. — 44 с.
- Самойлов Едуард. Фюрери. Загальна теорія фашизму: [В 2 кн.]. — Обнінськ: Принтер, 1992. — Т. 1. — 108 с.
- Самойлов Едуард. Фюрери. Загальна теорія фашизму: [В 2 кн.]. — Обнінськ: Принтер, 1992. — Т. 2. — 218 с.
- Самойлов Едуард. Фюрери. Загальна теорія фашизму: [В 3 кн.]. — Калуга: СЕЛС, 1993. — Т. 1. — 168 с. — 10 000 прим.
- Самойлов Едуард. Фюрери. Загальна теорія фашизму: [В 3 кн.]. — Калуга: СЕЛС, 1993. — Т. 2. — 262 с. — 10 000 прим.
- Самойлов Едуард. Фюрери. Загальна теорія фашизму: [В 3 кн.]. — Калуга: СЕЛС, 1993. — Т. 3. — 186 с. — 10 000 прим.